# Болтянский, Владимир Григорьевич
Влади́мир Григо́рьевич Болтя́нский (26 апреля 1925, Москва — 16 апреля 2019, Гуанахуато) — советский и российский математик, доктор физико-математических наук, профессор МГУ, член-корреспондент АПН СССР и РАО.
Широко известен также трудами по методике преподавания математики и популярными книгами по математике.

## Биография
Родился в Москве в семье историка кино Григория Моисеевича Болтянского; брат — Андрей Григорьевич Болтянский (1911—1985), учёный-стереокинотехник, кинооператор.
Математикой интересовался с детства, был победителем школьных математических олимпиад.
Во время Великой Отечественной войны с 3-го курса Московского университета был мобилизован в Красную Армию, воевал на 2-м Белорусском фронте.
В 1948 году окончил мехмат МГУ, затем аспирантуру там же; ученик, а впоследствии сотрудник Льва Понтрягина, под его руководством в 1951 году защитил кандидатскую диссертацию «Векторные поля на многообразии». С 1951 года — сотрудник Математического института Академии наук имени Стеклова. Доктор физико-математических наук (1955), с 1956 года работал в Академии педагогических наук. С 1951 года преподавал на механико-математическом факультете МГУ, с 1959 года — профессор.
После 1994 года — научный сотрудник Центра математических исследований (CIMAT) в Гуанахуато, Мексика.

## Научная деятельность

### Научные интересы
Основные работы относятся к комбинаторной геометрии (в частности, связанные с третьей проблемой Гильберта), топологии и теории оптимального управления (в частности, связанные с принципом максимума Понтрягина). В топологии его именем назван важный пример — поверхность Болтянского — двумерный континуум, топологический квадрат которого трёхмерен.

### Избранная библиография
- Яглом И. М., Болтянский В. Г. Выпуклые фигуры. — М.—Л.: ГТТИ, 1951. — 343 с. — (Библиотека математического кружка. Вып. 4).
- Понтрягин Л. С., Болтянский В. Г., Гамкрелидзе Р. В., Мищенко Е. Ф. Математическая теория оптимальных процессов. — М.: Физматгиз, 1961. — 392 с.
- Гохберг И. Ц., Болтянский В. Г. Теоремы и задачи комбинаторной геометрии. — М.: Наука, 1965. — 109 с.
- Перельман Я. И. Занимательная алгебра / под ред. и с доп. В. Г. Болтянского. — М.: Наука, 1967. — 200 с.
- Болтянский В. Г. Математические методы оптимального управления. — М.: Наука, 1969. — 408 с.
- Болтянский В. Г. Оптимальное управление дискретными системами. — М.: Наука, 1973. — 446 с.
- Болтянский В. Г. Третья проблема Гильберта. — М.: Наука, 1977. — 208 с.
- Болтянский В. Г., Ефремович В. А. Наглядная топология. — М.: Наука, 1982. — 160 с. — (Библиотечка «Квант». Вып. 21).
- Балк М. Б., Болтянский В. Г. Геометрия масс. — М.: Наука, 1987. — 160 с. — (Библиотечка «Квант». Вып. 61).
- Болтянский В. Г., Сидоров Ю. В., Шабунин М. И. Лекции и задачи по элементарной математике. — М.: Наука, 1974. — 576 с. — (Библиотечка «Квант»).
- Статьи В. Г. Болтянского в журнале Квант.

## Награды и звания
- В 1965 году избран членом-корреспондентом АПН РСФСР, с 1968 года — член-корреспондент АПН СССР (с 1993 года — член-корреспондент РАО).
- В 1987 году награждён орденом Отечественной войны 2-й степени[3].
- Лауреат Ленинской премии 1962 года (совместно с Понтрягиным, Гамкрелидзе и Мищенко за работы по приложениям обыкновенных дифференциальных уравнений к теории оптимального управления и теории колебаний).
- Член Мексиканской академии наук[англ.][6].